# مورك
مورك بلدة سورية تتبع ناحية صوران في منطقة حماة التابعة لمحافظة حماة في سوريا. بلغ عدد سكانها 25000 نسمة في عام 2004 حسب إحصاء المكتب المركزي للإحصاء.
تشتهر بزراعة الفستق الحلبي حتى أصبحت أكبر منتج للفستق الحلبي في سوريا. ويعد سوق بلدة «مورك» أكبر سوق في سوريا لتجارة الفستق الحلبي.
```
القرية تشكّل أهمية إستراتيجية لسوريا لما تحقّقه من اكتفاء ذاتي من هذا النوع من الثمار ولما تحقّقه من عائدات خارجية لأن الأصناف التي تزرع بها هي الأفضل على المستوى العالمي إلا أن الحكومة لم تولِ عنايتها بعد لهذه القرية.
```

تبعد مورك عن مدينة حماة نحو ثلاثين كيلو متراً إلى الشمال. وتبلغ مساحتها نحو 68 ألف دونم مغروسة كاملة بأشجار ال فستق حلبي لذلك هي تعد القرية الأولى من قرى دول العالم التي تختص بزراعة كامل المساحة بنوع زراعي واحد هو شجرة الفستق الحلبي، ويبلغ عدد أشجار الفستق الحلبي في قرية مورك نحو 800 ألف شجرة منها نحو 750 ألف شجرة مثمرة، ويقدر إنتاج القرية لعام 2006 أكثر من 40 ألف طن، وهي في تزايد مستمر ، ووصل في عام ألفين وعشرة إلى اثنين وستين ألف طن من الفستق الحلبي.
تجدر الإشارة إلى أن شجرة الفستق الحلبي عريقة القدم في منطقة حوض البحر الأبيض المتوسط والشرق الأوسط، إلا أن الموطن الأصلي للفستق الحلبي هو سوريا (حلب– عين التينة) وتشير كثير من المراجع إلى أن هذا الجنس عُرف منذ 3500 سنة قبل الميلاد في منطقة غرب آسيا وبلاد الشام، ويدل اسم «الفستق الحلبي» نسبة إلى حلب كمنطقة تقليدية لزراعة هذه الشجرة منذ القديم.

تعود تسمية القرية بهذا الاسم نسبة إلى ملك روماني سكن فيها يقال إن اسمه مورك، وللقرية التي يوجد فيها آثار تعود إلى آلاف السنين كقناة العاشق التي تصل بين قلعة شميميس قرب سلمية ومملكة أفاميا حيث تمر هذه القناة تحت الأرض قرب مورك في منطقة وادي الدورات.
يشتغل أغلب أهل القرية بالزراعة كما توجّهوا أخيراً للعمل في ميادين الصناعة والتجارة حيث تضم مورك أكبر سوق مختص بتجارة الفستق الحلبي في الشرق الأوسط.

المناخ لطيف، ويعد دافئًا ومعتدلًا بشكل عام هناك أمطار في الشتاء أكثر من الصيف في مورك تصنيف مناخ كوبن - جيجر هو Csa يبلغ متوسط درجة الحرارة السنوية في مورك، 17.6 درجة مئوية في العام، يبلغ متوسط هطول الأمطار 372 ملم.
أقل هطول للأمطار هو في يوليو/تموز مع متوسط 0 ملم بمعدل 80 ملم، فإن معظم هطول الأمطار يكون في يناير/كانون الثاني.
```
متوسط درجة حرارة 28.4 درجة مئوية، فإن يوليو/تموز هو أكثر الشهور سخونة خلال العام. يناير/كانون الثاني لديه أدنى متوسط درجة حرارة خلال العام. عند 6.3 درجة مئوية.
```

بين أكثر الشهور جفافًا وأكثر الشهور الممطورة، فإن التفاوت في هطول الأمطار هو 80 ملم خلال العام، فيتراوح متوسط درجات الحرارة بـ 22.1 درجة مئوية

تضم القرية تلّتين قديميتن هما التل الحلبي - وتل الشيخ علي .